# Ga Songjeong
Ga Songjeong (Tiếng Hàn: 송정역, Hanja: 松亭驛) là ga trên Tàu điện ngầm vùng thủ đô Seoul tuyến 5.

## Bố trí ga
| Sân bay Quốc tế Gimpo ↑ |
| \| W/B                  |
| ↓ Magok                 |

| Hướng Tây  | ●Tuyến 5 | ← Hướng đi Banghwa                      |
| Hướng Đông | ●Tuyến 5 | → Hướng đi Hanam Geomdansan · Macheon → |

## Vùng lân cận
- Lối thoát 1: Trường tiểu học Songjeong
- Lối thoát 2: Trường tiểu học & trung học Gonghang
- Lối thoát 3: Doksuri Gonghang APT
- Lối thoát 4: Sân bay quốc tế Gimpo